# Windsbach
Windsbach est une ville allemande, située en Bavière, dans l'arrondissement d'Ansbach et le district de Moyenne-Franconie.

## Géographie

Situation de Windsbach dans l'arrondissement d'Ansbach

Windsbach est située à la limite avec l'arrondissement de Roth, sur la Rezat franconienne (Fränkische Rezat), affluent de la Rednitz, à 22 km à l'est d'Ansbach et à 40 km au sud-ouest de Nuremberg.
Communes limitrophes de Windsbach (en commençant par le nord et dans le sens des aiguilles d'une montre) : Rohr, Kammerstein, Abenberg, Spalt, Mitteleschenbach, Wolframs-Eschenbach, Lichtenau, Neuendettelsau et Heilsbronn.

## Histoire

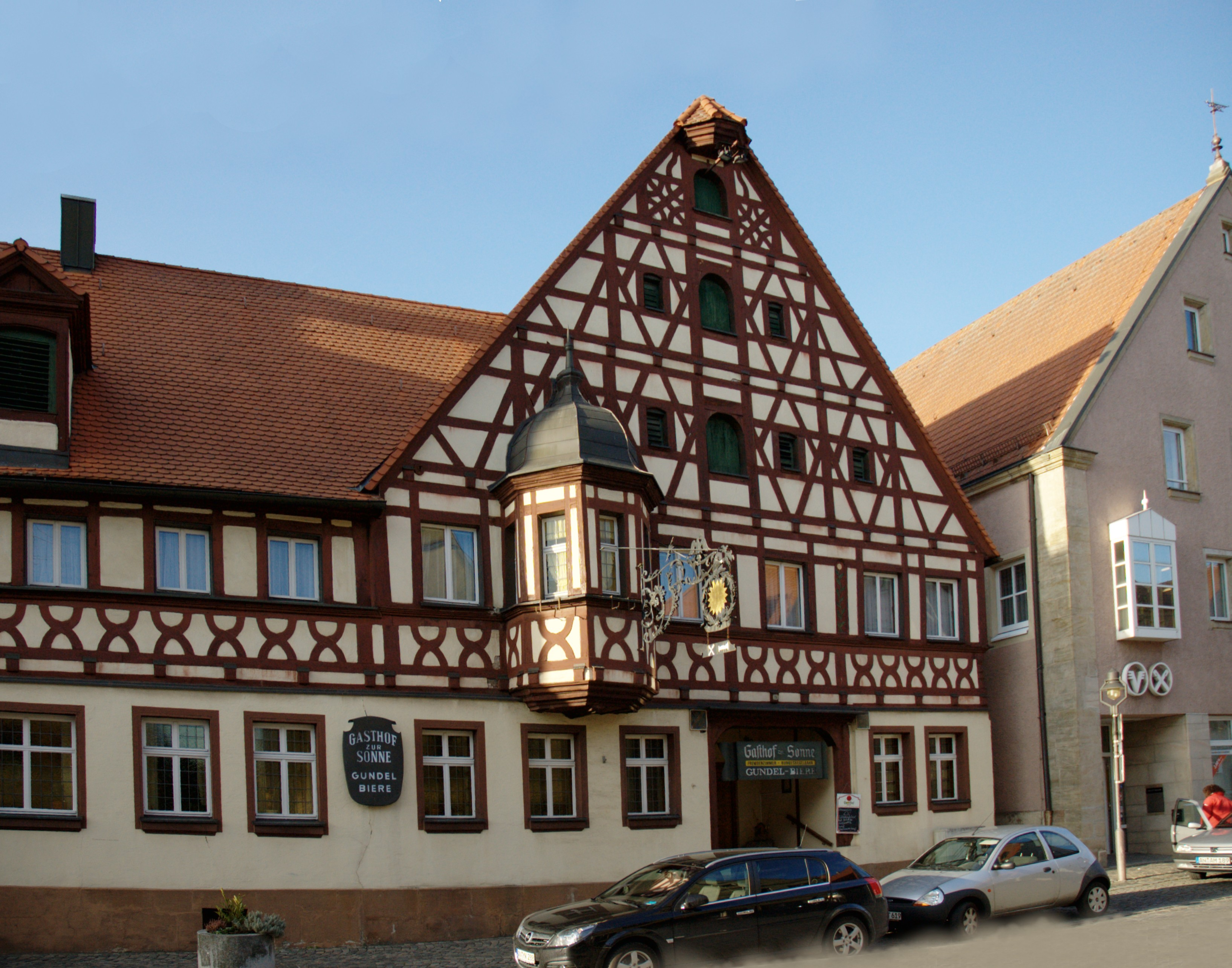
Une auberge typique de Windsbach

La première mention écrite de Windsbach date de 1138. En 1278, elle obtient le statut de ville et, en 1292, elle est achetée par le burgrave de Nuremberg.
Windsbach rejoint la principauté d'Ansbach en 1440 lors de la disparition du burgraviat et elle suit dès lors l'histoire d'Ansbach, rejoignant le royaume de Bavière en 1806.

## Démographie
La ville de Windbach a été augmentée de nombreuses communes lors des réformes administratives des années 1970. La plupart de ces communes appartenaient à l'arrondissement d'Ansbach. Cependant, Ismannsdorf faisait partie de celui de Gunzenhausen et Hergerslach, Untereschenbach et Winkelhaid de celui de Schwabach.
Communes incorporées :
- Brunn, Elpersdorf bei Windsbach, Moosbach, Retzendorf, Wernsbach bei Windsbach le 1er janvier 1972
- Hergersbach, Ismannsdorf, Untereschenbach et Winkelhaid le 1er juillet 1972
- Suddersdorf en 1973
- Sauernheim en 1974
- Bertholdsdorf et Veitsaurach en 1978

Ville de Windsbach seule :
| 1910  | 1933  | 1939  | 1961  | 1970  |
| ----- | ----- | ----- | ----- | ----- |
| 1 645 | 1 708 | 1 711 | 2 877 | 2 869 |

Ville de Windsbach dans ses limites actuelles :
| 1840  | 1871  | 1900  | 1910  | 1925  | 1933  | 1939  | 1950  | 1961  |
| ----- | ----- | ----- | ----- | ----- | ----- | ----- | ----- | ----- |
| 3 511 | 3 863 | 3 873 | 4 039 | 3 845 | 3 938 | 3 867 | 5 831 | 5 201 |

| 1970  | 1987  | 2000  | 2003  | 2009  | - | - | - | - |
| ----- | ----- | ----- | ----- | ----- | - | - | - | - |
| 5 167 | 4 973 | 6 047 | 6 187 | 6 030 | - | - | - | - |